# (500560) 2012 US55
(500560) 2012 US55 es un asteroide perteneciente al cinturón de asteroides, descubierto el 19 de octubre de 2012 por el equipo del Pan-STARRS desde el Observatorio de Haleakala, Hawái, Estados Unidos.

## Designación y nombre
Designado provisionalmente como 2012 US55.

## Características orbitales
2012 US55 está situado a una distancia media del Sol de 3,109 ua, pudiendo alejarse hasta 3,521 ua y acercarse hasta 2,698 ua. Su excentricidad es 0,132 y la inclinación orbital 5,008 grados. Emplea 2003,24 días en completar una órbita alrededor del Sol.

## Características físicas
La magnitud absoluta de 2012 US55 es 16,7. 